# Záhada vyvoleného
Das Jesus Video (v české distribuci Záhada vyvoleného) je německý dvoudílný filmový science-fiction thriller z roku 2002 z produkce televizní stanice Pro 7. Jeho předlohou byl stejnojmenný román Andrease Eschbacha z roku 1998 vydaný česky jako Video s Ježíšem (Knižní klub 2004, ISBN 80-242-1204-8). Byla mu udělena Německá televizní cena 2003 v kategorii výprava – scénografie a kostýmy.
Pojednává o objevu 2000 let staré lidské kostry s návodem na videokameru při vykopávkách v Izraeli; zjevně šlo o cestovatele v čase, který chtěl nafilmovat Ježíše. Vypukne konflikt mezi archeology, Vatikánem, médii a tajnými službami. Filmové zpracování se od zápletky knihy značně vzdaluje.